# フォード・コーティナ
コーティナ（コルティナ・コルチナとも）（Cortina ）は、フォード・モーターの英国法人、イギリス・フォードが1962年から1982年まで生産していた乗用車である。コンベンショナルで手堅い設計を特徴とし、保守的な需要層、並びにカンパニーカーなどの法人向けやタクシー等の営業用として根強く支持され、長年イギリス国内のベストセラーカーの座を確保していた。
なお名称はイタリアの著名なスキーリゾート地で1956年の冬季オリンピック会場になったコルティーナ・ダンペッツォに由来する。

## モデルの変遷
デビュー当時の正式名称は「フォード・コンサル・コーティナ」であったが、1964年にマイナーチェンジを受けてからは単に「フォード・コーティナ」と呼ばれるようになった。1982年に第五世代（通称MK5・フォードは「コーティナ80」と称した）がフォード・シエラに世代交代するまでの20年間生産され、各世代とも100万台近くを販売した。
なお、1970年登場の第三世代（Mk3）以降は、英独フォード車の一元化政策が採られ、ドイツ・フォード（西ドイツ）のタウヌスとほぼ共通の設計となり、ドアパネルなどは西ドイツ製となった。

### Mk1（1962年-1966年）
ブリティッシュ・モーター・コーポレーションが1959年に発売したミニの好評を目の当たりにした英国フォードは、複雑な設計ゆえに生産コストや販売価格がサイズに比べて割高なことを弱点と捉え、これに対抗するには、より大きく、常識的な設計の小型車を低価格で売り出すべきだと考えた。そのために開発されたのが初代の「フォード・コンサル・コーティナ」で、1962年9月に発売された。
サイズ的にはモーリス・オックスフォードやボクスホール・ヴィクターに匹敵し、これらの需要層の取り込みも図っていた。発売されるとすぐにコンサル・コーティナはその割安な価格、特にエステートモデルの積載能力の高さは評判を呼び、発売3ヶ月で6万台を販売するヒット作となった。
その後も順次バリエーションを拡張し、1963年1月には当初の1,198 ccの「スタンダード」・「デラックス」に加え、1,498 cc 57.5馬力の上級版「スーパー」、4月にはそのエンジンを75.5馬力にチューンした「GT」を追加した。また、同年にはロータス製DOHC1,558 cc 106馬力エンジンを搭載したホットモデル、「ロータス・コーティナ」も登場し、ロータスの工場で1966年までの3年間で約2,800台が生産され、モータースポーツでも活躍した。

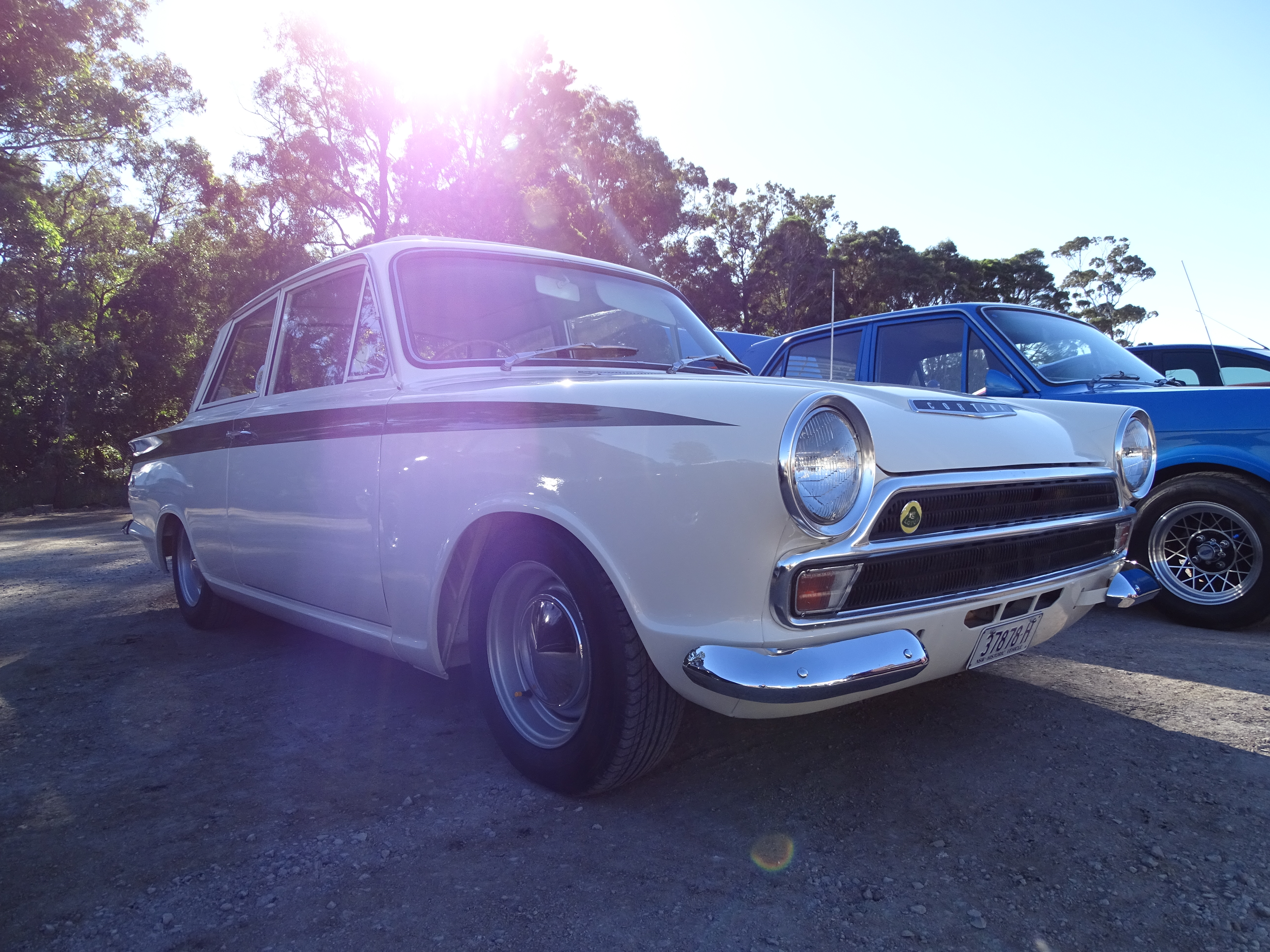
ロータス・コーティナ

1964年9月にマイナーチェンジを受け、「フォード・コーティナ」に名称変更された。フロントグリルやダッシュボードの意匠が変わったほか、室内の換気に走行時の負圧を積極的に利用する「エアフロー・ベンチレーション」が採用され、Cピラーに吸出し用の排気口が追加された。この方式は有効で、その後ほとんどの乗用車の設計に採用された。

### Mk2（1966年-1970年）
第二世代目のコーティナであるMk2は、英国フォードの当時のチーフデザイナー、ロイ・ヘインズによってデザインされ、1966年10月にデビューした。
上級車のゼファー・ゾディアックとの近似性の高い、1960年代後半の乗用車として平均的なデザインに生まれ変わったボディは車体幅が60 mm広げられ、ドアウインドウにもカーブドガラスが採用されたため居住空間が拡大した。エンジンを含め、機構的には初代（Mk1と呼ばれるようになった）とほぼ共通であったが、前輪ディスクブレーキが標準装備となった。
翌1967年にエンジンが新設計のクロスフローのものに変更され、1,200 ccは最廉価版のみに残され、主力車種の排気量が100 ccずつ拡大されて1,298 cc 51馬力と1,599 cc 64馬力となった。この年コーティナはBMC・ADO16を破り、英国のベストセラーカーの地位を獲得した。
ボディースタイルは、2・4ドアセダン、5ドアエステート、グレードは、ベースモデル、デラックス、スーパー、GT、ロータスという車種体系も変わらなかったが、ロータス・コーティナはフォード工場での生産となり、車体が重くなり、Mk1ほど俊足ではなくなった。また、最終年の1970年のみ、「ロータス」の名が落とされて、「コーティナ・ツインカム」に改称された。1968年には「1600E」が追加されたが、これは、ロータス・コーティナと同じ足回り、GTのエンジン、フォグランプ、ロスタイル・ホイール、ウッド張りのダッシュボード、ステアリングには速いギア比とスポーティーな見た目のステアリングホイール、バケットシートなど、専用の内外装を与えられ、ロータスを除けば最上級となる車種であった。1969年にもフロントグリルやバッジ類の小変更を受けた。

### Mk3（1970年-1976年）
1970年10月にフルモデルチェンジされたコーティナ・マークIIIは、当時のアメリカ車の影響が色濃い「コークボトルスタイル」（Coke bottle styling）となり、全幅が大きくなったこともあり、Mk3より大分大柄に見えるようになった。また2,000 ccエンジン版も追加され、1クラス上のフォード・コルセアの後継車としての役割も担うことになった。またエスコート・カプリに次ぐ英独フォード一元化政策に基づいて、西ドイツのタウヌス（TC系)と設計が共通化され、両国でほぼ同じモデルが生産されることとなった。ただし、コーティナとタウヌスは両国で長年親しまれていたロングセラーであったため、双方とも車名はそのまま継承され、車体デザインや搭載エンジンにも若干の独自性が残された。
機構的にもフロントサスペンションが、英国フォード自身の考案であるマクファーソン・ストラットからダブルウイッシュボーンに、リアサスペンションが時代遅れになっていた半楕円リーフから4リンクコイル式に改められ、乗り心地は改善されたが、特に大排気量エンジン車ではアンダーステア特性が顕著となった。
車種構成はベースモデル・L（Luxury）・XL（Xtra Luxury）・GT（Grand Touring）・GXL（Grand Xtra Luxury）となり、ロータス版やツインカムは消滅した。エンジンは従来からのOHV 1300、1600 OHVのいわゆる「ケント・ユニット」がXL以下に、アメリカで生産されるサブコンパクトカー・ピント向けにドイツ・フォードが開発した「ピント・ユニット」のSOHC1,593 cc 86馬力・1,998 cc 98馬力がGTとGXLに搭載された。両モデルにはロスタイル・ホイールと4灯式ヘッドランプが与えられた。
1973年秋にはマイナーチェンジを受け、XL以上のヘッドランプが角型に改められ、フロント周りやダッシュパネルが新しくなり、タウヌスと共通化された。また、GXLが廃止されて「2000 E（Executive）」となった。また、OHV 1,599 ccが廃止されて、1600はピント・ユニットに一本化された。
Mk3コーティナは引き続き英国のベストセラーカーであり続け、西ドイツにおけるタウヌスよりも好評であった。タウヌス12M・15Mは1960年代前半からコンパクトなV型4気筒エンジンや前輪駆動を採用し、技術的にはコーティナより遥かに進歩的であったため、西ドイツのタウヌス・ファン達は技術的に退歩した新型を「バロック・タウヌス」のあだ名で揶揄した。なお、コーティナ･セダンのリアドア部分のデザインはタウヌスよりも抑揚が強く、タウヌスにはコーティナにはない2ドアクーペやV型6気筒エンジン搭載車が用意されるなど、一元化は完全なものではなかった。

### Mk4（1976年-1979年）
Mk4は1976年10月、前年に一足先に登場していたタウヌス（マークIII系）に約一年遅れて登場した。
Mk3の「スキンチェンジ」版であり、メカニズム的にはMk3をほぼ継承し、ホイールベースや前後トレッドも変わらなかったが、ボディはよりプレーンで欧州車らしいデザインに変更され、タウヌスと完全に同一設計の車となった。
グレード名称も変わり、「XL」は「GL」、「GT」は「S」、そして最上級の「E」はカプリII・エスコートMk2・フィエスタのトップモデル同様、かつてのイタリアの名門カロッツェリアで今やフォード子会社となっている「ギア」の名称に変更された。また、カプリII・タウヌス・グラナダですでに用いられていたドイツ・フォード製V6エンジン（ケルン・ユニット）2,300 ccが1977年に追加された。
Mk4もMk3同様、当時の英国では好調な販売を維持し、後のMk5を含めて1979年までに1,131,850が生産されたが、防錆対策の不備もあって早期にスクラップとされた車が多く、英国内でも今日では残存台数はあまり多くない。

### Mk5（1979年-1982年）
最後のコーティナとなったMk5は1979年9月に登場した。当初は「コーティナ・80」として売り出されたが、間もなく誰もがMk5と呼ぶようになった。Mk5はMk4のやや大規模なマイナーチェンジ版で、外観上は大型のヘッドランプ・ブリンカーランプ、翼型断面を持ち車速に応じてラジエーターへの外気導入量を自動で調節する「ラメイングリル」、平らにされたルーフ、ウインドウ面積の拡大、細くなったCピラー、大型テールランプ、内装の質感向上などが行われた。ただし、ワゴンは相変わらずフロント部分のみの変更で、スカットル以降はMk3以来のボディシェルを用いた。
バリエーションはベース、L、GL、ギアの3種類が4ドアセダンと5ドアワゴンに用意されたが、2ドアはベースとLのみに整理された。従来の「S」は強化型サスペンション・太い185/70サイズのタイヤ、フォグランプ、タコメーターなどを含むパッケージオプションとなり、L以上で選択可能となった。また、モデルライフ後半には「カリプソ」・「カルーセル」など各種の特別仕様車が発売され、最後に売られたコーティナは1,300・1,600・2,000ccの4ドアまたはワゴンの「クルセイダー・スペシャル」というモデルであった。
1981年、コーティナはこの年も英国のベストセラーカーの地位を堅持したが、ボクスホールはコーティナのライバル車種であるキャバリエをゼネラルモーターズの世界戦略車Jカーにモデルチェンジ、横置きエンジンの前輪駆動車とした。またエスコートも一足先に前輪駆動のMk4に進化しており、1970年以来同一の基本設計を持つコーティナにも抜本的な進化が必要になっていた。
1982年7月、最後のコーティナは工場を後にし、前衛的なエアロダイナミックボディを持つシエラが後継モデルとなった。しかし、従来とあまりにかけ離れたスタイリングのシエラはコーティナの需要層を完全には引き継ぐことができず、1982年以降英国のベストセラーカーの地位は同社のエスコートが継承することになった。

## イギリス国外での生産
コーティナはアイルランド、オーストラリア、ニュージーランド、インドネシア、マレーシア、タイ、マルタ、南アフリカと右ハンドル車を必要とする国を中心に盛んに現地生産された。左ハンドル版もフィリピン、韓国(現代自動車が生産、ヒュンダイ・フォードコルチナの項を参照)、台湾で生産された。 
道路・交通事情がイギリスとは異なるオーストラリア・ニュージーランド・南アフリカなどでは早くからV6エンジン搭載車やピックアップトラックなど、独自のモデルが生産された。

## 輸出市場でのコーティナ
アメリカにはMk1・Mk2が1960年代を通じて輸出され、自社のフォード・ピントなどの米国製サブコンパクトカーが完成するまでの間、欧州や日本からの輸入小型車に対抗する商品として、全米のフォード販売網を通じて販売された。フォードの販売力によってそこそこの販売成績は収めたが、VWビートルや日本製小型車の敵とはならなかった。1970年にピントが登場するとコーティナの対米輸出は終了し、Mk3以降は販売されなくなったが、カナダへは1973年モデルまで輸出が続けられた。
その他の輸出先ではタウヌスが売られるケースが多かったが、スカンジナビア各国や日本ではコーティナとタウヌスは併売された。日本には、近鉄モータース・ ニューエンパイヤモーター・フォード自動車（日本）等によって輸入されたが、販売元は当時は車名を「コルチナ」と表記していた。また、日本復帰前の沖縄では「コティナー」として売られていた。
コーティナが日本でよく売れたのは、日本車の技術水準がまだ低く富裕なオーナードライバー向けの車種も少なかった1960年代までで、その後販売は先細りとなっていたが、1977年にフォード自動車（日本）はMk4の2.0ギア（3速オートマチック）を277万円という低価格で投入し、量販を試みた。しかしこの時期にはオペルや欧州フォードなど米国資本系欧州車の需要はすでに落ち込み、このクラスの需要層はより「外車らしい」アウディやBMWに流れており、この試みはあまり成功しなかった。コーティナの輸入自体は、再び300万円台に値上げされたMk5の時代まで継続された。